# Phorotrophus bivittatus
Phorotrophus bivittatus är en stekelart som först beskrevs av Morley 1916.  Phorotrophus bivittatus ingår i släktet Phorotrophus och familjen brokparasitsteklar. Inga underarter finns listade i Catalogue of Life.